# Ganzi (cheval)
Pour les articles homonymes, voir Ganzi.
Le Ganzi (chinois simplifié : 甘孜马 ; chinois traditionnel : 甘孜馬 ; pinyin : Gānzī mǎ) est une race chevaline originaire de la préfecture autonome tibétaine de Garzê et de la préfecture autonome tibétaine et qiang d'Aba, en Chine. Variété du poney tibétain, c'est l'une des rares races de chevaux chinoises natives dont la population est en expansion. 

## Histoire
La race est répertoriée sous le nom de « Ganzi » par la base de données DAD-IS de l'organisation des Nations unies pour l'alimentation et l'agriculture (FAO) (qui cite ce nom dès 1995), et sous celui de « Ganzhi » par l'édition 2002 du dictionnaire de CAB International (celui de 2016 utilise la graphie « Ganzi »). Il est également connu sous le nom de « Maiwa ». Avant 1949, cette race portait le nom de « Sihang »,.
Il est possible qu'il s'agisse de la même race que celle nommée « Sikang » en Chine.

## Description
D'après DAD-IS, la taille moyenne des femelles est de 1,22 m, celle des mâles de 1,26 m, pour un poids moyen respectif de 298 et 318 kg. Le Ganzi est réputé pour sa poitrine bien développée. Il présente un type de poney de travail, avec une conformation corporelle compacte et un aspect sec. 
La robe est de couleur unie, généralement baie, alezane ou noire,.
Il est considéré comme une variété du poney tibétain,. La race est assez précoce, puisque les femelles sont considérées comme matures à 18 mois, et les mâles à l'âge de deux ans.

## Utilisations

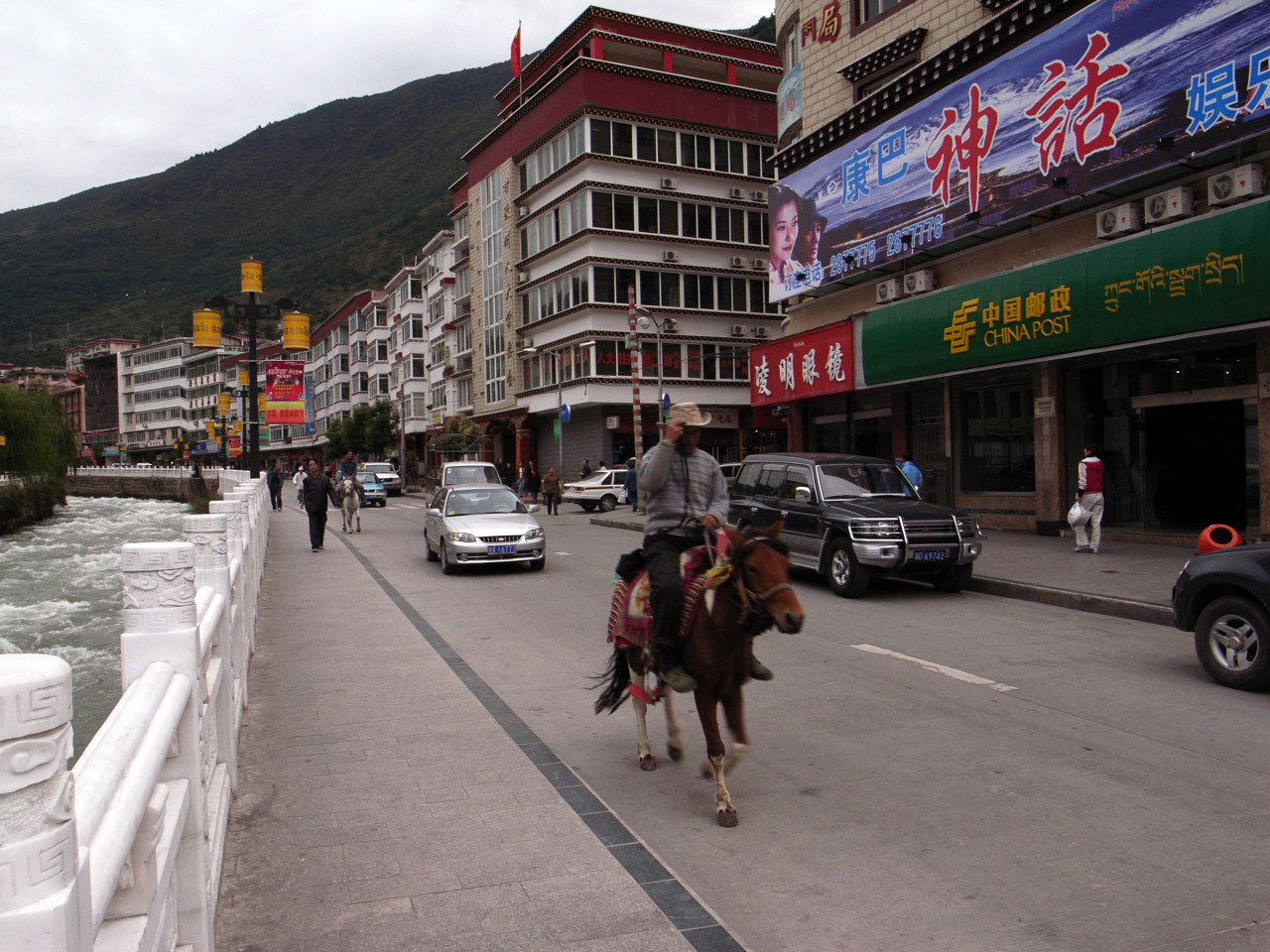
Cavalier à Kangding.

Ces poneys sont montés par les nomades tibétains locaux, qui les emploient pour tous leurs déplacements dans leur région montagneuse. Les Tibétains se rassemblent à l'occasion de grandes fêtes pendant lesquelles des courses de chevaux sont organisées.

## Diffusion de l'élevage
L'élevage est localisé dans la préfecture autonome tibétaine de Garzê et la préfecture autonome tibétaine et qiang d'Aba, toutes deux situées dans la province chinoise du Sichuan,. Le Ganzi fait partie des rares races de chevaux administrativement chinoises dont la population est en expansion. En 1983, le nombre de ces chevaux est estimé inférieur à 100 000. En 1995, il a plus que doublé puisqu'entre 200 000 et 241 400 animaux sont répertoriés, avec une tendance à l'augmentation. En 2005, cet accroissement se confirme puisque le nombre de poneys Ganzi est désormais situé dans une fourchette entre 350 000 et 402 400 têtes. Le Ganzi est considéré comme une race locale asiatique qui n'est pas menacée d'extinction, l'évaluation de la FAO réalisée en 2007 ne signalant aucun risque non plus.
Les nomades tibétains de la région de Garzê élèvent couramment des chevaux et des yacks.